# Nokturno za Primorsko
Nokturno za Primorsko (2004) je duhovniški roman pisatelja Alojza Rebule. V ospredju je mlad duhovnik, ki se sprašuje, kako ostati zvest narodu in hkrati Cerkvi. Njegova življenjska zgodba se odvija v času fašizma, druge svetovne vojne in povojnega komunizma. Leta 2005 je roman prejel nagrado kresnik.

## Vsebina
Navdih za glavno osebo romana Florjana Burnika, ki so ga najprej preganjali fašisti, ki je prestal nacistični Dachau ter nazadnje tragično končal svoje življenje v komunističnem režimu, je bilo življenje primorskega duhovnika Filipa Terčelja (1892–1946). Burnik je poslan za kaplana k župniku Melihorju Galantu v Vipavsko dolino. Zaradi sodelovanja Cerkve s fašizmom zapade v versko krizo, saj ne razume, kako lahko Cerkev deluje v neskladju z narodom. Versko krizo premaga med romanjem v Konnersreuth, kjer spozna stigmatiziranko Terezijo Neumann, jasnovidko, preprosto žensko, ki podoživlja  Kristusov pasijon, in spozna, da sta Cerkev in narod dve identiteti. V nadaljevanju se sooči tudi s partizanskim uporom in komunizmom. Narodnoosvobodilni boj prinese prostost Primorski, a Florijan umre - komunistični fanatik ga zahrbtno ubije. Pa vendar je njegov konec zaznamovan s trdno zvestobo narodu in veri in pred končnim slovesom je Najvišjemu hvaležen »za gimnazijo pod slovenskimi Alpami, za kaplanovanje v Kanaanu pod Čavnom, za doživetje božjega eksperimenta v Konnersreuthu, za genocidni kruh od Kopra do Campobassa, za okus Hitlerjevega taborišča, za doživetje vstale Slovenije …« (Rebula 2004: 197.

## Jezik in slog
Slog romana je privzdignjen. Avtor sestavlja neologizme z abstraktnimi pomeni. Pogosto s priponama -ost in -nje, ki jih SSKJ ne pozna: vnebovzeta, novozemeljsko, prazemeljsko; danenje, nevidenje, radovedenje; razvrednotenost, božjost, zamolčljivost; svetostno, prikazensko, videnjsko idr. Da ustvari slovesnejši pomen vsakdanje besede, jo piše z veliko začetnico (Zadravec 2004: 698). Veliko je privzdignjenih bibljiskih besed: Edini, Neprimerljivi, Vseljubeči, On, Živi, Nebo, Večno idr. Številna so imena cerkvenih osebnosti, teoloških redov in ustanov: Vatikan, župnišče, papež, kardinal, nadškof, škof, kaplan, bogoslovec … »Skratka, snop svetih, svečeniških, katoliško-mitoloških in vsakdanjih pobožniških besed je v tem romanu zelo velik.« (Zadravec 2010: 116–117)

## Simbolika
Glavni junak simbolizira tragično življenjsko usodo primorskega duhovnika med fašizmom, okupacijo in komunizmom. Burnik je poosebljena usoda primorskih duhovnikov, ki so se borili proti fašizmu, podprli NOB in nato po osvoboditvi slabo končali. Roman se dogaja v Vipavski dolini, ki jo Rebula imenuje slovenski Kanaan, svetopisemsko obljubljeno deželo (Malek 2005: 10). Roman je spomenik slovenskim primorskim duhovnikom, ki so za ceno preganjanja branili pravico posameznika, da Boga časti v maternem jeziku.  Peter Kolšek poudari, da »Rebulov Florijan Burnik seveda ni koncipiran kot politični simbol, a nič ne moremo za to, če nam prav danes pomaga tudi pri političnih premišljevanjih.« Glavnega junaka je mogoče primerjati z Bevkovim Kaplanom Martinom Čedermacem, ki se prav tako upira fašističnemu raznarodovanju (Zadravec 2010: 108).

## Prevodi
Delo je leta 2011 v italijanščino pod naslovom Notturno sull' Isonzo prevedla Martina Clerici. (COBISS) V nemščino sta delo prevedla Vinko Ošlak in Oliver Tim Wüster leta 2007 pod naslovom Nocturno für das Küstenland. (COBISS) Avtor je za roman prejel tudi ugledno italijansko literarno nagrado Mario Rigoni Stern.

## Kritike in ostale objave
- Marija Klinc Cenda: Alojz Rebula, Nokturno za Primorsko. Mladika, 2005. (COBISS)
- Maksimilijana Ipavec: Kres zagorel Primorski. Primorske novice, 2004. (COBISS)
- Tanja Jaklič: Nocoj na Rožniku: kresnikov zadnji krog. Delo, 2005. (COBISS)
- Matej Matija Kavčič: Alojz Rebula, Nokturno za Primorsko. Tretji dan: krščanska revija za duhovnost in kulturo, 2005. (COBISS)
- Marko Kitin: Med skepso in verovanjem. Finance, 2005. (COBISS)
- Roman Kozmus: Alojz Rebula, Nokturno za Primorsko: Mohohorjeva družba. Cerkev v sedanjem svetu: krščanska revija za duhovnost in kulturo, 2005. (COBISS)
- Egon Pelikan: Zgodovinski roman med nacionalno identiteto, ideologijami in zgodovinskimi žanri. Ognjišče, 2007. (COBISS)
- Božo Rustja: Dragocen navdih: ob Rebulovem romanu Nokturno za Primorsko. Zvon, 2011. (COBISS)

 Portal:Literatura